# Fußball-Europameisterschaft der Frauen 2025/Gruppe C
| Pl. | Land        | Sp. | S | U | N | Tore    | Diff. | Punkte |
| --- | ----------- | --- | - | - | - | ------- | ----- | ------ |
| 1.  | Schweden    | 3   | 3 | 0 | 0 | 008:100 | +7    | 09     |
| 2.  | Deutschland | 3   | 2 | 0 | 1 | 005:500 | ±0    | 06     |
| 3.  | Polen       | 3   | 1 | 0 | 2 | 003:700 | −4    | 03     |
| 4.  | Dänemark    | 3   | 0 | 0 | 3 | 003:600 | −3    | 0      |

Dieser Artikel umfasst die Spiele der Vorrundengruppe C der Fußball-Europameisterschaft der Frauen 2025 in der Schweiz mit allen statistischen Details.

## Dänemark – Schweden 0:1 (0:0)
| Dänemark                                               | Dänemark | Schweden | Schweden | Aufstellung                         |
| ------------------------------------------------------ | --- | --- | -------- | ----------------------------------- |
| Dänemark                                               | \| 1. Spieltag \| \| 4. Juli 2025 um 18:00 Uhr in Genf (Stade de Genève) \| \| Zuschauer: 17.319 \| \| Schiedsrichterin: Edina Alves Batista ( Brasilien) (1) \| \| Spielbericht \| | \| 1. Spieltag \| \| 4. Juli 2025 um 18:00 Uhr in Genf (Stade de Genève) \| \| Zuschauer: 17.319 \| \| Schiedsrichterin: Edina Alves Batista ( Brasilien) (1) \| \| Spielbericht \| | Schweden | Aufstellung Dänemark gegen Schweden |
| Dänemark                                               | Maja Bay Østergaard – Emma Skou Færge, Stine Ballisager Pedersen, Katrine Veje – Frederikke Thøgersen, Karen Holmgaard (63. Josefine Hasbo), Emma Snerle (89. Sanne Troelsgaard Nielsen), Sara Holmgaard (75. Nadia Nadim) – Janni Thomsen – Amalie Vangsgaard (63. Signe Bruun), Pernille Harder Cheftrainer: Andrée Jeglertz ( Schweden) | Jennifer Falk – Hanna Lundkvist (65. Smilla Holmberg), Nathalie Björn, Linda Sembrant, Jonna Andersson – Filippa Angeldahl (90. Hanna Bennison), Kosovare Asllani (83. Lina Hurtig), Julia Zigiotti Olme – Johanna Rytting Kaneryd (83. Sofia Jakobsson), Stina Blackstenius, Madelen Janogy (65. Rebecka Blomqvist) Cheftrainer: Peter Gerhardsson | Schweden | Aufstellung Dänemark gegen Schweden |
| Dänemark                                               | 0:1 Angeldahl (55.) | | Schweden | Aufstellung Dänemark gegen Schweden |
| Dänemark                                               | Snerle (45.+7') | | Schweden | Aufstellung Dänemark gegen Schweden |
| Dänemark                                               | 200. Länderspiel von Kosovare Asllani | | Schweden | Aufstellung Dänemark gegen Schweden |
| Dänemark                                               | Spielerin des Spiels: Filippa Angeldahl (Schweden) | | Schweden | Aufstellung Dänemark gegen Schweden |
| 1. Spieltag                                            | | |          |                                     |
| 4. Juli 2025 um 18:00 Uhr in Genf (Stade de Genève)    | | |          |                                     |
| Zuschauer: 17.319                                      | | |          |                                     |
| Schiedsrichterin: Edina Alves Batista ( Brasilien) (1) | | |          |                                     |
| Spielbericht                                           | | |          |                                     |

## Deutschland – Polen 2:0 (0:0)
| Deutschland                                                | Deutschland | Polen | Polen | Aufstellung                         |
| ---------------------------------------------------------- | --- | --- | ----- | ----------------------------------- |
| Deutschland                                                | \| 1. Spieltag \| \| 4. Juli 2025 um 21:00 Uhr in St. Gallen (Arena St. Gallen) \| \| Zuschauer: 15.972 \| \| Schiedsrichterin: Stephanie Frappart ( Frankreich) (2) \| \| Spielbericht \| | \| 1. Spieltag \| \| 4. Juli 2025 um 21:00 Uhr in St. Gallen (Arena St. Gallen) \| \| Zuschauer: 15.972 \| \| Schiedsrichterin: Stephanie Frappart ( Frankreich) (2) \| \| Spielbericht \| | Polen | Aufstellung Deutschland gegen Polen |
| Deutschland                                                | Ann-Katrin Berger – Giulia Gwinn (40. Carlotta Wamser), Janina Minge, Rebecca Knaak, Sarai Linder – Elisa Senß (70. Sydney Lohmann), Sjoeke Nüsken – Jule Brand, Linda Dallmann (70. Laura Freigang), Klara Bühl (85. Selina Cerci) – Lea Schüller (70. Giovanna Hoffmann) Cheftrainer: Christian Wück | Kinga Szemik – Sylwia Matysik, Emilia Szymczak, Paulina Dudek (46. Oliwia Woś), Martyna Wiankowska – Adriana Achcińska, Tanja Pawollek (80. Dominika Grabowska), Ewelina Kamczyk (67. Klaudia Słowińska) – Paulina Tomasiak (80. Nadia Krezyman), Ewa Pajor , Natalia Padilla Bidas (59. Kayla Adamek) Cheftrainerin: Nina Patalon | Polen | Aufstellung Deutschland gegen Polen |
| Deutschland                                                | 1:0 Brand (52.) 2:0 Schüller (66.) | | Polen | Aufstellung Deutschland gegen Polen |
| Deutschland                                                | Achcińska (70.), Słowińska (90.+2') | | Polen | Aufstellung Deutschland gegen Polen |
| Deutschland                                                | Spielerin des Spiels: Jule Brand (Deutschland) | | Polen | Aufstellung Deutschland gegen Polen |
| 1. Spieltag                                                | | |       |                                     |
| 4. Juli 2025 um 21:00 Uhr in St. Gallen (Arena St. Gallen) | | |       |                                     |
| Zuschauer: 15.972                                          | | |       |                                     |
| Schiedsrichterin: Stephanie Frappart ( Frankreich) (2)     | | |       |                                     |
| Spielbericht                                               | | |       |                                     |

## Deutschland – Dänemark 2:1 (0:1)
| Deutschland                                         | Deutschland | Dänemark | Dänemark | Aufstellung                            |
| --------------------------------------------------- | --- | --- | -------- | -------------------------------------- |
| Deutschland                                         | \| 2. Spieltag \| \| 8. Juli 2025 um 18:00 Uhr in Basel (St. Jakob-Park) \| \| Zuschauer: 34.165 \| \| Schiedsrichterin: Catarina Campos ( Portugal) (3) \| \| Spielbericht \| | \| 2. Spieltag \| \| 8. Juli 2025 um 18:00 Uhr in Basel (St. Jakob-Park) \| \| Zuschauer: 34.165 \| \| Schiedsrichterin: Catarina Campos ( Portugal) (3) \| \| Spielbericht \| | Dänemark | Aufstellung Deutschland gegen Dänemark |
| Deutschland                                         | Ann-Katrin Berger – Carlotta Wamser, Janina Minge , Rebecca Knaak (81. Kathrin Hendrich), Sarai Linder – Elisa Senß, Sjoeke Nüsken – Jule Brand (90.+9' Cora Zicai), Linda Dallmann (70. Laura Freigang), Klara Bühl – Lea Schüller (70. Giovanna Hoffmann) Cheftrainer: Christian Wück | Maja Bay Østergaard – Emma Skou Færge, Katrine Veje (85. Nadia Nadim), Stine Ballisager Pedersen – Frederikke Thøgersen, Karen Holmgaard (61. Sanne Troelsgaard Nielsen), Emma Snerle (69. Josefine Hasbo), Sara Holmgaard – Janni Thomsen (61. Signe Bruun), Amalie Vangsgaard (61. Cornelia Kramer), Pernille Harder Cheftrainer: Andrée Jeglertz ( Schweden) | Dänemark | Aufstellung Deutschland gegen Dänemark |
| Deutschland                                         | 1:1 Nüsken (56., Foulelfmeter) 2:1 Schüller (66.) | 0:1 Vangsgaard (26.) | Dänemark | Aufstellung Deutschland gegen Dänemark |
| Deutschland                                         | Knaak (48.) | Veje (51.) | Dänemark | Aufstellung Deutschland gegen Dänemark |
| Deutschland                                         | Spielerin des Spiels: Klara Bühl (Deutschland) | | Dänemark | Aufstellung Deutschland gegen Dänemark |
| 2. Spieltag                                         | | |          |                                        |
| 8. Juli 2025 um 18:00 Uhr in Basel (St. Jakob-Park) | | |          |                                        |
| Zuschauer: 34.165                                   | | |          |                                        |
| Schiedsrichterin: Catarina Campos ( Portugal) (3)   | | |          |                                        |
| Spielbericht                                        | | |          |                                        |

## Polen – Schweden 0:3 (0:1)
| Polen                                                        | Polen | Schweden | Schweden | Aufstellung                      |
| ------------------------------------------------------------ | --- | --- | -------- | -------------------------------- |
| Polen                                                        | \| 2. Spieltag \| \| 8. Juli 2025 um 21:00 Uhr in Luzern (Allmend Stadion Luzern) \| \| Zuschauer: 14.176 \| \| Schiedsrichterin: Maria Sole Ferrieri Caputi ( Italien) (4) \| \| Spielbericht \| | \| 2. Spieltag \| \| 8. Juli 2025 um 21:00 Uhr in Luzern (Allmend Stadion Luzern) \| \| Zuschauer: 14.176 \| \| Schiedsrichterin: Maria Sole Ferrieri Caputi ( Italien) (4) \| \| Spielbericht \| | Schweden | Aufstellung Polen gegen Schweden |
| Polen                                                        | Kinga Szemik – Sylwia Matysik, Emilia Szymczak, Oliwia Woś, Martyna Wiankowska (71. Wiktoria Zieniewicz) – Adriana Achcińska (78. Milena Kokosz), Tanja Pawollek, Dominika Grabowska (46. Ewelina Kamczyk) – Nadia Krezyman (46. Natalia Padilla-Bidas), Ewa Pajor , Paulina Tomasiak (78. Weronika Zawistowska) Cheftrainerin: Nina Patalon | Jennifer Falk – Hanna Lundkvist, Nathalie Björn, Amanda Ilestedt, Amanda Nildén (46. Jonna Andersson) – Filippa Angeldahl, Kosovare Asllani (68. Lina Hurtig), Julia Zigiotti Olme (68. Hanna Bennison) – Johanna Rytting Kaneryd, Stina Blackstenius (85. Ellen Wangerheim), Madelen Janogy (77. Fridolina Rolfö) Cheftrainer: Peter Gerhardsson | Schweden | Aufstellung Polen gegen Schweden |
| Polen                                                        | 0:1 Blackstenius (28.) 0:2 Asllani (52.) 0:3 Hurtig (77.) | | Schweden | Aufstellung Polen gegen Schweden |
| Polen                                                        | Szymczak (89.) | Asllani (30.) | Schweden | Aufstellung Polen gegen Schweden |
| Polen                                                        | Spielerin des Spiels: Johanna Rytting Kaneryd (Schweden) | | Schweden | Aufstellung Polen gegen Schweden |
| 2. Spieltag                                                  | | |          |                                  |
| 8. Juli 2025 um 21:00 Uhr in Luzern (Allmend Stadion Luzern) | | |          |                                  |
| Zuschauer: 14.176                                            | | |          |                                  |
| Schiedsrichterin: Maria Sole Ferrieri Caputi ( Italien) (4)  | | |          |                                  |
| Spielbericht                                                 | | |          |                                  |

## Schweden – Deutschland 4:1 (3:1)
| Schweden                                                  | Schweden | Deutschland | Deutschland | Aufstellung                            |
| --------------------------------------------------------- | --- | --- | ----------- | -------------------------------------- |
| Schweden                                                  | \| 3. Spieltag \| \| 12. Juli 2025 um 21:00 Uhr in Zürich (Stadion Letzigrund) \| \| Zuschauer: 22.552 \| \| Schiedsrichterin: Silvia Gasperotti ( Italien) (5) \| \| Spielbericht \| | \| 3. Spieltag \| \| 12. Juli 2025 um 21:00 Uhr in Zürich (Stadion Letzigrund) \| \| Zuschauer: 22.552 \| \| Schiedsrichterin: Silvia Gasperotti ( Italien) (5) \| \| Spielbericht \| | Deutschland | Aufstellung Schweden gegen Deutschland |
| Schweden                                                  | Jennifer Falk – Smilla Holmberg, Nathalie Björn (46. Linda Sembrant), Magdalena Eriksson, Jonna Andersson – Filippa Angeldahl (82. Julia Zigiotti Olme), Kosovare Asllani (56. Lina Hurtig), Hanna Bennison – Johanna Rytting Kaneryd, Stina Blackstenius (71. Ellen Wangerheim), Fridolina Rolfö (46. Madelen Janogy) Cheftrainer: Peter Gerhardsson | Ann-Katrin Berger – Carlotta Wamser, Janina Minge , Rebecca Knaak (46. Kathrin Hendrich), Sarai Linder – Elisa Senß (84. Sara Däbritz), Sjoeke Nüsken (77. Selina Cerci) – Jule Brand, Laura Freigang (46. Sydney Lohmann), Klara Bühl – Lea Schüller (63. Giovanna Hoffmann) Cheftrainer: Christian Wück | Deutschland | Aufstellung Schweden gegen Deutschland |
| Schweden                                                  | 1:1 Blackstenius (12.) 2:1 Holmberg (25.) 3:1 Rolfö (34., Handelfmeter) 4:1 Hurtig (80.) | 0:1 Brand (7.) | Deutschland | Aufstellung Schweden gegen Deutschland |
| Schweden                                                  | Nüsken (21.), Linder (56.) | | Deutschland | Aufstellung Schweden gegen Deutschland |
| Schweden                                                  | Wamser (31., absichtliches Handspiel zur Verhinderung eines Tores) | | Deutschland | Aufstellung Schweden gegen Deutschland |
| Schweden                                                  | 100. Länderspiel von Fridolina Rolfö | Höchste EM-Niederlage für Deutschland | Deutschland | Aufstellung Schweden gegen Deutschland |
| Schweden                                                  | Spielerin des Spiels: Johanna Rytting Kaneryd (Schweden) | | Deutschland | Aufstellung Schweden gegen Deutschland |
| 3. Spieltag                                               | | |             |                                        |
| 12. Juli 2025 um 21:00 Uhr in Zürich (Stadion Letzigrund) | | |             |                                        |
| Zuschauer: 22.552                                         | | |             |                                        |
| Schiedsrichterin: Silvia Gasperotti ( Italien) (5)        | | |             |                                        |
| Spielbericht                                              | | |             |                                        |

## Polen – Dänemark 3:2 (2:0)
| Polen                                                         | Polen | Dänemark | Dänemark | Aufstellung                      |
| ------------------------------------------------------------- | --- | --- | -------- | -------------------------------- |
| Polen                                                         | \| 3. Spieltag \| \| 12. Juli 2025 um 21:00 Uhr in Luzern (Allmend Stadion Luzern) \| \| Zuschauer: 14.213 \| \| Schiedsrichterin: Olatz Rivera Olmedo ( Spanien) (6) \| \| Spielbericht \| | \| 3. Spieltag \| \| 12. Juli 2025 um 21:00 Uhr in Luzern (Allmend Stadion Luzern) \| \| Zuschauer: 14.213 \| \| Schiedsrichterin: Olatz Rivera Olmedo ( Spanien) (6) \| \| Spielbericht \| | Dänemark | Aufstellung Polen gegen Dänemark |
| Polen                                                         | Kinga Szemik – Sylwia Matysik (58. Martyna Wiankowska), Emilia Szymczak, Oliwia Woś, Wiktoria Zieniewicz – Adriana Achcińska (65. Klaudia Jedlińska), Tanja Pawollek, Ewelina Kamczyk (82. Klaudia Słowińska) – Natalia Padilla-Bidas, Ewa Pajor , Paulina Tomasiak (58. Milena Kokosz) Cheftrainerin: Nina Patalon | Maja Bay Østergaard – Emma Skou Færge, Stine Ballisager Pedersen, Katrine Veje – Frederikke Thøgersen (82. Amalie Vangsgaard), Josefine Hasbo (62. Karen Holmgaard), Kathrine Møller Kühl, Sara Holmgaard (62. Nadia Nadim) – Janni Thomsen, Signe Bruun, Pernille Harder (25. Sofie Bredgaard) Cheftrainer: Andrée Jeglertz ( Schweden) | Dänemark | Aufstellung Polen gegen Dänemark |
| Polen                                                         | 1:0 Padilla (13.) 2:0 Pajor (20.) 3:1 Wiankowska (76.) | 2:1 Thomsen (59.) 3:2 Bruun (83.) | Dänemark | Aufstellung Polen gegen Dänemark |
| Polen                                                         | Pawollek (79.) | Nadim (80.) | Dänemark | Aufstellung Polen gegen Dänemark |
| Polen                                                         | Spielerin des Spiels: Natalia Padilla-Bidas (Polen) | | Dänemark | Aufstellung Polen gegen Dänemark |
| 3. Spieltag                                                   | | |          |                                  |
| 12. Juli 2025 um 21:00 Uhr in Luzern (Allmend Stadion Luzern) | | |          |                                  |
| Zuschauer: 14.213                                             | | |          |                                  |
| Schiedsrichterin: Olatz Rivera Olmedo ( Spanien) (6)          | | |          |                                  |
| Spielbericht                                                  | | |          |                                  |